# András Flumbort
András Flumbort (* 17. August 1984 in Nagykanizsa) ist ein ungarischer Schach-Großmeister, Rechtsanwalt, Schachmanager und Schachfunktionär.
Flumbort ist promovierter Rechtsanwalt, er war jahrelang Mannschaftsführer des ungarischen Erstligisten Aquaprofit NTSK aus seinem Geburtsort Nagykanizsa und wurde mit diesem 2007, 2009, 2010, 2011, 2012, 2013, 2014, 2015, 2016 und 2017 ungarischer Mannschaftsmeister. Seit 2017 spielt Flumbort für Dunaharaszti Munkás Testedző Kör. Im April 2009 kandidierte er um den Posten des Vorsitzenden des Ungarischen Schachverbands, hat die Wahlen gegen Péter Kunos jedoch verloren. Flumbort betreute als Mannschaftsführer die ungarische Frauenmannschaft bei der Europameisterschaft 2009 in Novi Sad. Unter seiner Führung erspielte Richárd Rapport seine drei Großmeisternormen.
Er siegte oder belegte vordere Plätze in mehreren Turnieren: 1. Platz in Harkány (2000), 1. Platz bei der ungarischen U20-Meisterschaft (2004), 2. Platz beim FS07-GM-Turnier Budapest (2009), 1. Platz beim Challenger in Haarlem (2009), 1. Platz beim János Ács Memorial in Tapolca (2010) und 1. Platz beim B1 IM Turnier in Marienbad (2010).
In der deutschen Schachbundesliga spielte Flumbort von 2007 bis 2010 für die SG Trier, in der österreichischen Bundesliga spielte er in der Saison 2016/17 für den ASK St. Valentin.
Flumbort wurde 2002 zum Internationalen Meister und 2010 zum Großmeister ernannt. Die erforderlichen Normen erspielte er in der ungarischen Mannschaftsmeisterschaft 2005/06, im März 2006 beim PannonPower Kupa-Turnier in Sikonda und in der Schachbundesliga 2009/10.